# Rozsypaný čaj
Rozsypaný čaj je slangové označení výstupu programu, který je tvořen nesmyslnými posloupnostmi znaků nebo divnými znaky (např. směs semigrafických znaků, textových reprezentací řídicích znaků, znaků v exotických písmech a normálních znaků). Takový výstup může být způsoben např. pokusem o výpis binárního souboru jako textu, špatným dekódováním souboru, (např. pokusem dekódovat soubor v jiném kódování, než v jakém je), případně hardwarovou závadou. Alternativně se spojením rozsypaný čaj může označovat text v jazyce nepoužívajícím latinku, zejména v čínštině, japonštině nebo korejštině atd.